# Die Liebe des Van Royk
Die Liebe des van Royk è un film muto del 1918, di produzione tedesca, a regia di Lupu Pick (1886-1931), attore e regista rumeno, attivo in Germania, con sceneggiatura dello stesso Lupu Pick e di Fanny Carlsen. Il film è annoverato nella categoria di storia del cinema denominata Kammerspielfilm.

## Trama
La drammatica storia d'amore si svolge negli ambienti diplomatici del Medio Oriente. L'olandese Artur Van Royk ripercorre un evento memorabile accaduto quattro anni prima. Stava festeggiando il compleanno della regina d'Olanda sul suo yacht quando ha ricevuto la notizia che un ospite non invitato era salito sulla sua barca a vela. Quest'uomo aveva chiesto protezione perché sosteneva di essere perseguitato. Van Royk aveva concesso la protezione e oggi incontra di nuovo quest'uomo.
L'uomo si chiama Mehmed Pasha e ora è il capo della polizia del Turkestan, dove Van Royk sta ora assumendo il suo incarico di inviato olandese. Attraverso Mehmed Pasha, Van Royk incontrò la moglie del suo collega inglese Romney, Lady Mary Romney. È una creatura tranquilla che è vittima di bullismo da parte del marito. Il signor Romney uole divorziare da lei perché intende sposare sua cugina Ruth. Romney vuole anche la custodia del figlio suo e di Mary e sta chiedendo alla sua ex moglie di firmare una rinuncia in caso di divorzio. Ma, da madre amorevole, lei si difende con le unghie e con i denti da questa richiesta immorale.
Van Royk si innamora della gentile signora britannica e promette di aiutare Mary quando Romney riuscirà a impossessarsi della firma con l'aiuto di un meschino inganno architettato dalla sua segretaria. Per amore di Mary, Van Royk vuole disperatamente riavere il documento con la firma e si traveste da donna dell'harem per avvicinarsi a Romney senza essere riconosciuto. Tuttavia, l'inviato britannico riconosce il collega olandese. Quando estrae un pugnale, segue una rissa in cui Romney muore. Nella sua angoscia, Van Royk racconta a Mehmed del sanguinoso crimine. Poiché deve ancora un favore al suo salvatore, Mehmed Pasha incolpa del crimine un uomo che è già in prigione per cinque omicidi. Attraverso il suo atto di salvataggio, Van Royk spera di conquistare l'amore di Mary, ormai vedova. Sulla via del ritorno dalla casa di Romney, Van Royk vede improvvisamente la figura del morto Romney seduto di fronte a lui sulla barca. Van Royk deve rendersi conto che finché fosse stato con Mary, la vedova del morto, il fantasma di Romney sarebbe sempre rimasto tra loro. Quindi rinuncia volontariamente alla sua felicità e lascia il Paese senza il suo vero amore.